# Équipe de Grèce de football au Championnat d'Europe 1980
L'équipe de Grèce de football participe à son 1er championnat d'Europe lors de l'édition 1980 qui se tient en Italie du 11 juin 1980 au 22 juin 1980.
Les Grecs se trouvent dans le groupe 1 avec les deux finalistes de l'édition précédente (Allemagne de l'Ouest et Tchécoslovaquie) et les Pays-Bas, vice-champion du monde en titre. Face à ces adversaires de renom, la Grèce termine dernière du groupe avec un seul point (un match nul et deux défaites).

## Phase qualificative
La phase qualificative est composée de trois groupes de cinq nations et quatre groupes de quatre nations. Les sept vainqueurs de poule se qualifient pour l'Euro 1980 et ils accompagnent l'Italie, qualifiée d'office en tant que pays organisateur. La Grèce remporte le groupe 6.
| Rang | Équipe           | Pts | J | G | N | P | Bp | Bc | Diff |  | Résultats (▼ dom., ► ext.) |     |     |     |     |
| ---- | ---------------- | --- | - | - | - | - | -- | -- | ---- |  | -------------------------- | --- | --- | --- | --- |
| 1    | Grèce            | 7   | 6 | 3 | 1 | 2 | 13 | 7  | +6   |  | Grèce                      |     | 4-1 | 8-1 | 1-0 |
| 2    | Hongrie          | 6   | 6 | 2 | 2 | 2 | 9  | 9  | 0    |  | Hongrie                    | 0-0 |     | 3-1 | 2-0 |
| 3    | Finlande         | 6   | 6 | 2 | 2 | 2 | 10 | 15 | -5   |  | Finlande                   | 3-0 | 2-1 |     | 1-1 |
| 4    | Union soviétique | 5   | 6 | 1 | 3 | 2 | 7  | 8  | -1   |  | Union soviétique           | 2-0 | 2-2 | 2-2 |     |

## Phase finale

### Premier tour
| Groupe 1 |                      |     |   |   |   |   |    |    |      |
|          | Équipe               | Pts | J | G | N | P | BP | BC | Diff |
| 1        | Allemagne de l'Ouest | 5   | 3 | 2 | 1 | 0 | 4  | 2  | +2   |
| 2        | Tchécoslovaquie      | 3   | 3 | 1 | 1 | 1 | 4  | 3  | +1   |
| 3        | Pays-Bas             | 3   | 3 | 1 | 1 | 1 | 4  | 4  | 0    |
| 4        | Grèce                | 1   | 3 | 0 | 1 | 2 | 1  | 4  | -3   |

| 11 juin | Tchécoslovaquie      | 0 | 1 | Allemagne de l'Ouest |
| 11 juin | Pays-Bas             | 1 | 0 | Grèce                |
| 14 juin | Allemagne de l'Ouest | 3 | 2 | Pays-Bas             |
| 14 juin | Grèce                | 1 | 3 | Tchécoslovaquie      |
| 17 juin | Pays-Bas             | 1 | 1 | Tchécoslovaquie      |
| 17 juin | Grèce                | 0 | 0 | Allemagne de l'Ouest |

| 11 juin 1980                      | Grèce     | 0 – 1 | Pays-Bas | Stade San Paolo, Naples                       |                                               |
| 20:30 · Historique des rencontres |           |       | Kist 65e | Spectateurs : 14 990 Arbitrage : Adolf Prokop | Spectateurs : 14 990 Arbitrage : Adolf Prokop |
| 20:30 · Historique des rencontres | (Rapport) |       |          | Spectateurs : 14 990 Arbitrage : Adolf Prokop | Spectateurs : 14 990 Arbitrage : Adolf Prokop |

| 14 juin 1980                      | Tchécoslovaquie                     | 3 – 1 | Grèce            | Stade olympique, Rome                             |                                                   |
| 20:30 · Historique des rencontres | Panenka 6e · Vizek 26e · Nehoda 63e |       | Anastopoulos 14e | Spectateurs : 4 726 Arbitrage : Patrick Partridge | Spectateurs : 4 726 Arbitrage : Patrick Partridge |
| 20:30 · Historique des rencontres | (Rapport)                           |       |                  | Spectateurs : 4 726 Arbitrage : Patrick Partridge | Spectateurs : 4 726 Arbitrage : Patrick Partridge |

| 17 juin 1980                      | Allemagne de l'Ouest | 0 – 0 | Grèce | Stadio Comunale, Turin                          |                                                 |
| 20:30 · Historique des rencontres |                      |       |       | Spectateurs : 13 901 Arbitrage : Brian McGinlay | Spectateurs : 13 901 Arbitrage : Brian McGinlay |
| 20:30 · Historique des rencontres | (Rapport)            |       |       | Spectateurs : 13 901 Arbitrage : Brian McGinlay | Spectateurs : 13 901 Arbitrage : Brian McGinlay |

## Effectif
Sélectionneur : Alkétas Panagoúlias
| No. | Pos.      | Joueur               | Date de naissance et âge | Sélec. | Club                  |
| --- | --------- | -------------------- | ------------------------ | ------ | --------------------- |
| 1   | Gardien   | Vasílis Konstantínou | 19 novembre 1947         |        | Panathinaikos         |
| 2   | Défenseur | Ioánnis Kyrástas     | 25 octobre 1952          |        | Olympiakos            |
| 3   | Défenseur | Kóstas Iosifídis     | 14 janvier 1952          |        | PAOK Salonique        |
| 4   | Défenseur | Ánthimos Kapsís      | 3 septembre 1950         |        | Panathinaikos         |
| 5   | Défenseur | Giorgos Foiros       | 8 novembre 1953          |        | Aris Salonique        |
| 6   | Milieu    | Spýros Livathinós    | 8 janvier 1955           |        | Panathinaikos         |
| 7   | Milieu    | Chrístos Terzanídis  | 13 février 1945          |        | Panathinaikos         |
| 8   | Milieu    | Tákis Nikoloúdis     | 26 août 1951             |        | Olympiakos            |
| 9   | Attaquant | Chrístos Ardízoglou  | 25 mai 1953              |        | AEK Athènes           |
| 10  | Attaquant | Máik Galákos         | 23 novembre 1951         |        | Olympiakos            |
| 11  | Milieu    | Ioánnis Damanákis    | 2 octobre 1952           |        | PAOK Salonique        |
| 12  | Défenseur | Ioannis Gounaris     | 6 juillet 1952           |        | PAOK Salonique        |
| 13  | Attaquant | Bábis Xanthópoulos   | 29 août 1956             |        | Iraklis Thessalonique |
| 14  | Milieu    | Giorgos Koudas       | 23 novembre 1946         |        | PAOK Salonique        |
| 15  | Attaquant | Thomás Mávros        | 31 mars 1954             |        | AEK Athènes           |
| 16  | Milieu    | Dinos Kouis          | 5 juin 1955              |        | Aris Salonique        |
| 17  | Défenseur | Petros Ravousis      | 1er octobre 1954         |        | AEK Athènes           |
| 18  | Défenseur | Lakis Nikolaou       | 17 juillet 1949          |        | AEK Athènes           |
| 19  | Attaquant | Yórgos Kostíkos      | 26 avril 1958            |        | PAOK Salonique        |
| 20  | Attaquant | Níkos Anastópoulos   | 22 janvier 1958          |        | Paniónios Athènes     |
| 21  | Gardien   | Elefthérios Poupákis | 28 décembre 1946         |        | OFI Crète             |
| 22  | Gardien   | Stélios Papaflorátos | 27 janvier 1954          |        | Aris Salonique        |

## Navigation